# 베르됭 (비디오 게임)
베르됭(Verdun)은 1차 세계대전을 기반으로 한 네덜란드의 M2H와 Blackmill Games에서 개발하는 분대 기반 멀티플레이 1인칭 슈팅 게임이다. 베르됭은 2015년 4월 28일 스팀으로 발매되었으며, 1년 넘게 스팀 얼리 액서스를 거쳤다. 그리고 2016년 8월 30일에는 플레이스테이션 4버전을 내놓기에 이른다.
베르됭이란 이름은 1916년에 프랑스에서 있었던 베르됭 전투에서 영감을 얻어서 지어졌다. 베르됭은 1차 세계대전의 무기들, 그 당시 군복들과 장비들, 세세한 상처와고어 모델링(옵션에서 끌수 있다)와 서부 전선의 전장을 기반으로 한 맵을 특징으로 하고 있다.

## 개발
베르됭은 2013년 6월 9일에 오픈 베타를 시작하였으며, 2013년 6월 28일 스팀 그린라이트에서 선택되었으며, 2013년 9월 19일 스팀 얼리 액서스에 들어가게된다. 1년 이상의 얼리액서스 기간을 거치고, 2015년 4월 28일 얼리 액서스를 떼고 정식으로 릴리즈하게 된다.